# 12 loci mediante GWAS
El análisis genético de 12 loci mediante estudio de asociación del genoma completo (GWAS ), permitiría aislar determinados loci genéticos y determinar su influencia en el comportamiento reproductivo humano. Este estudio genético puede establecer ciertos parámetros de medición como son la edad del primer alumbramiento y el número de hijos nacidos.
Entre los marcadores moleculares de mayor utilidad, se encuentran los microsatélites, los cuales están formados por secuencias nucleotídicas de entre dos a seis pares de bases que se repiten un número variable de veces dentro de una disposición en tandem.
Los parámetros de edad del primer alumbramiento o (AFB en inglés) y el número de hijos nacidos o (NEB en inglés) se han asociado con el desarrollo humano, la Infertilidad y los trastornos neuropsiquiátricos. AFB y NEB representan medidas precisas de resultados reproductivos complejos y son parámetros clave para la predicción demográfica de la población.
Las sociedades avanzadas han experimentado un rápido aplazamiento del AFB, siendo la media actual de 28-29 años para las mujeres en los países occidentales. Este aumento de la edad del primer alumbramiento se ha relacionado con tasas de fecundidad más bajas, tasas sin precedentes de falta de hijos (un 20% aproximadamente) y numerosos casos de infertilidad (se estima que unos 48,5 millones de parejas en todo el mundo son infértiles.

Se ha comprobado que existe un componente genético subyacente a la reproducción, con estimaciones de ser heredable hasta un 50% para los valores de AFB y NEB.

Dado que actualmente no hay genes establecidos disponibles para la prueba clínica de la infertilidad,
el hecho de aislar los loci genéticos y determinar su influencia puede proporcionar nuevos conocimientos sobre la etiología de las enfermedades reproductivas, además de nuevas herramientas para el diagnóstico y el tratamiento de la infertilidad.

## Loci relacionados con AFB y NEB
La realización de un análisis GWAS del genoma humano ha permitido descubrir varios loci relacionados con AFB y NEB que se asocian con fenotipos conductuales y reproductivos.

## Determinantes por genética
La detección de Polimorfismo de nucleótido único (SNP en inglés) en distintos cromosomas del genoma humano ha proporcionado una relación entre los polimorfismos y distintos rasgos del desarrollo humano y reproductivo. Por ejemplo, algunos SNPs de los cromosomas 2 y 3 se han asociado con el nivel educativo de la población
(el cual también influye en los valores de AFB y NEB); mientras que algunos SNP encontrados en los cromosomas 5 y 6 se han relacionado con la edad de la menarquia
y con la edad de la primera relación sexual,respectivamente.

## Determinantes por personalidad y entorno
Sin embargo, es necesario dejar patente que los valores de AFB y NEB no solo están impulsados por procesos biológicos o determinados por razones genéticas, sino que también están sujetos a la elección individual y a las características personales de cada individuo. Estos valores también dependen del entorno cultural, histórico, económico y social. Por ejemplo, la investigación demográfica ha establecido una fuerte asociación entre el nivel educativo
y los valores de AFB, y ha quedado demostrado que las asociaciones entre la fecundidad, el comportamiento reproductivo y el logro educativo son impulsados, en parte, por factores genéticos y loci identificados que están asociados con el AFB.

## Análisis de 12 loci como blanco farmacológicos
En conclusión, se puede afirmar que los 12 loci identificados mediante un análisis GWAS situados en distintos genes del genoma humano pueden servir como dianas para el desarrollo de nuevos fármacos que prevengan o retrasen los efectos relacionados con la edad de reproducción así como fármacos que influyan en la calidad del esperma. De este modo se podrían aumentar la eficacia de la reproducción asistida y establecer biomarcador para la calidad del esperma.